# 亚历杭德罗·巴尔德
亚历杭德罗·巴尔德·马丁内斯（西班牙語：Alejandro Balde Martínez，2003年10月18日—），生于巴塞羅拿，幾內亞比紹裔西班牙男子足球运动员，司职后卫。他曾代表西班牙参加2022年国际足联世界杯。

## 榮譽
巴塞隆納
- 西甲冠軍 : 2022-23[4]
- 西班牙超级杯冠軍 : 2022-23[5]